# カンセキスタジアムとちぎ
カンセキスタジアムとちぎは、栃木県宇都宮市の栃木県総合運動公園（仮称：総合スポーツゾーン）内にある陸上競技場兼球技場。条例上の名称は栃木県総合運動公園陸上競技場（とちぎけんそうごううんどうこうえんりくじょうきょうぎじょう）で、同名称の競技場としては3代目に当たる。2020年（令和2年）7月23日に開場した。
完成当初よりホームセンターの株式会社カンセキが命名権を取得し、「カンセキスタジアムとちぎ」の愛称を使用している。

## 沿革

### 建設

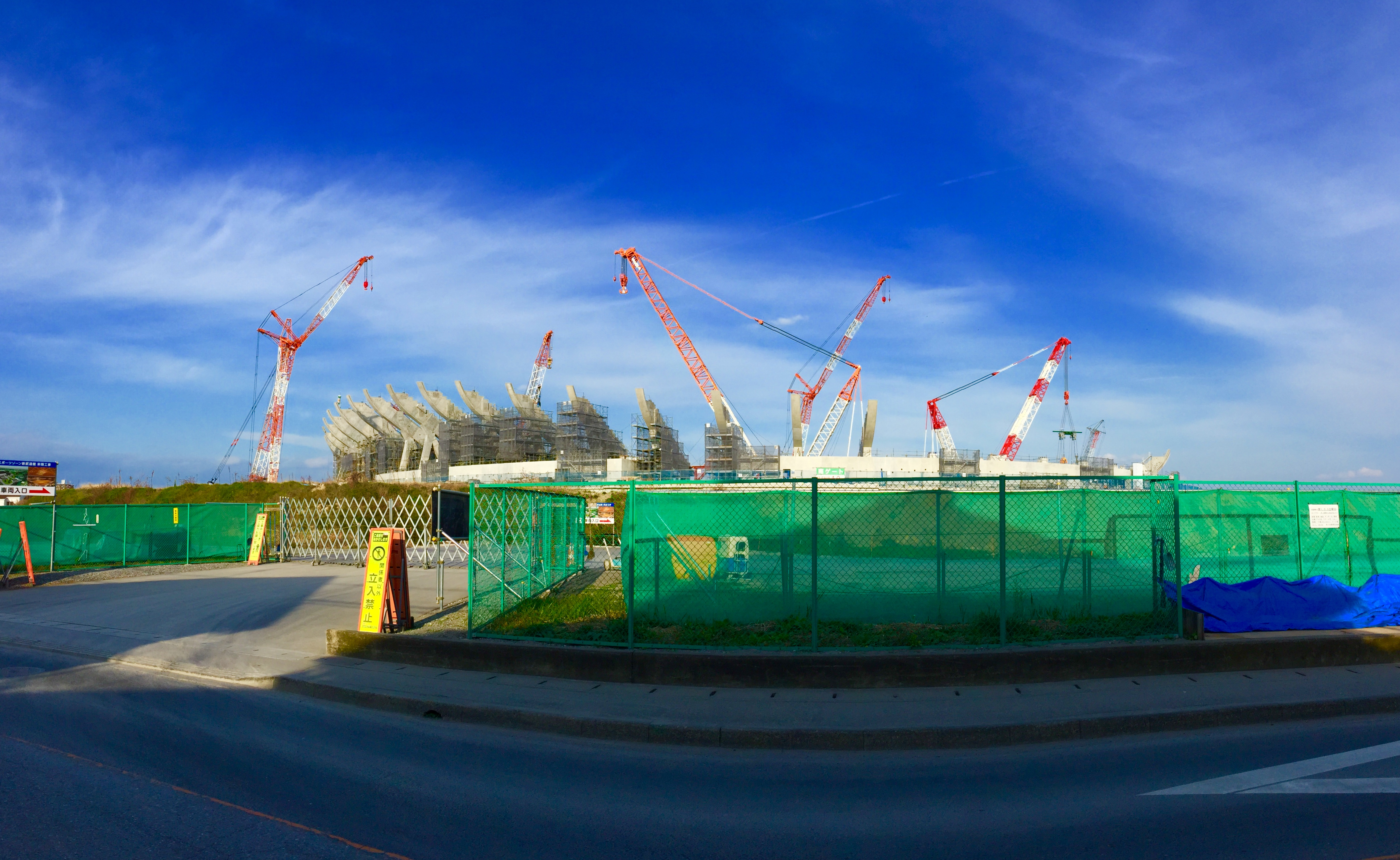
建設中の様子（2018年11月）

1952年に開園した栃木県総合運動公園には1979年3月に完成した第35回国民体育大会（栃の葉国体）の主会場となった陸上競技場があるが、施設の老朽化が進むと共に耐震性にも問題があり、加えて2022年に栃木県で開催される第77回国民体育大会（いちご一会とちぎ国体）の主会場・陸上競技会場とするためには、日本陸上競技連盟（日本陸連）公認の第一種陸上競技場を確保する必要があり、そのために補助競技場として日本陸連公認の第三種陸上競技場を別途確保する必要があった。
一方、サッカー場については、市東部の宇都宮清原工業団地内にJリーグ・栃木SCの本拠地である栃木県グリーンスタジアムがあるが、屋根の不足などJリーグライセンス基準を一部満たしていないことを踏まえ、J1基準を満たし、かつ施設基準の変更等に対応できる施設の確保が求められていた。
これらを踏まえ、県は2013年度に「総合スポーツゾーン整備」として再整備の計画を策定し、宇都宮競馬場（2006年3月閉場）跡地を総合運動公園の敷地の一部とし、ここに収容人員2万5千人規模の、Jリーグライセンス基準を満たすサッカー場の機能を兼ねた日本陸連公認第一種陸上競技場を新たに整備し、既存の陸上競技場を第三種基準に改修する（従来の補助競技場は閉鎖し駐車場用地に転用する）こととしたものである。スタジアムは2017年5月29日に起工式を行い、2020年にかけて工事が行われた。2021年（令和3年）度のグッドデザイン賞を受賞した。

### 利用
2020年3月17日、2020年シーズンの栃木SCのホームゲームのうち5試合を当スタジアムで開催することが発表され、5月6日開催予定のJ2第14節・大宮アルディージャ戦がスタジアムとしてのこけら落としとなる予定 であった。しかし2020年4月8日、新型コロナウイルスへの感染予防および拡散防止のため、4月25日以降のJリーグの開催延期が決定されたことに伴い、当スタジアムでの開催予定は一旦取り消された。
7月23日、当初予定より約2ヶ月遅れで完成記念式典が行われた。8月より一般利用を開始。競技会としての最初の利用は、8月8日の第1回栃木陸上競技協会記録会、サッカーの利用は9月6日の第19回栃木県シニアサッカーリーグO-60が最初であった。Jリーグの試合日程は再編成の結果、12月16日のJ2第41節・ジェフユナイテッド千葉戦が初の試合開催となり、栃木SCが1-0で勝利した。同年12月20日のJ2第42節・ジュビロ磐田戦と2試合連続で開催されたが、新型コロナウイルス流行を受けて観客数には上限が設定され、1万767人のサポーターが集まった。
2021年シーズンJ2リーグでは、栃木SC主催21試合のうち13試合を開催し、2022年シーズンも国体向けの臨時改修（ロイヤルボックスの設置や臨時の記者席設置など）と並行しながら 17試合を主催した。2023年には運用上のメリットなどを理由にJリーグの登録上の本拠地をカンセキに変更しており、当スタジアムでは18試合を主催する予定。

## 施設概要

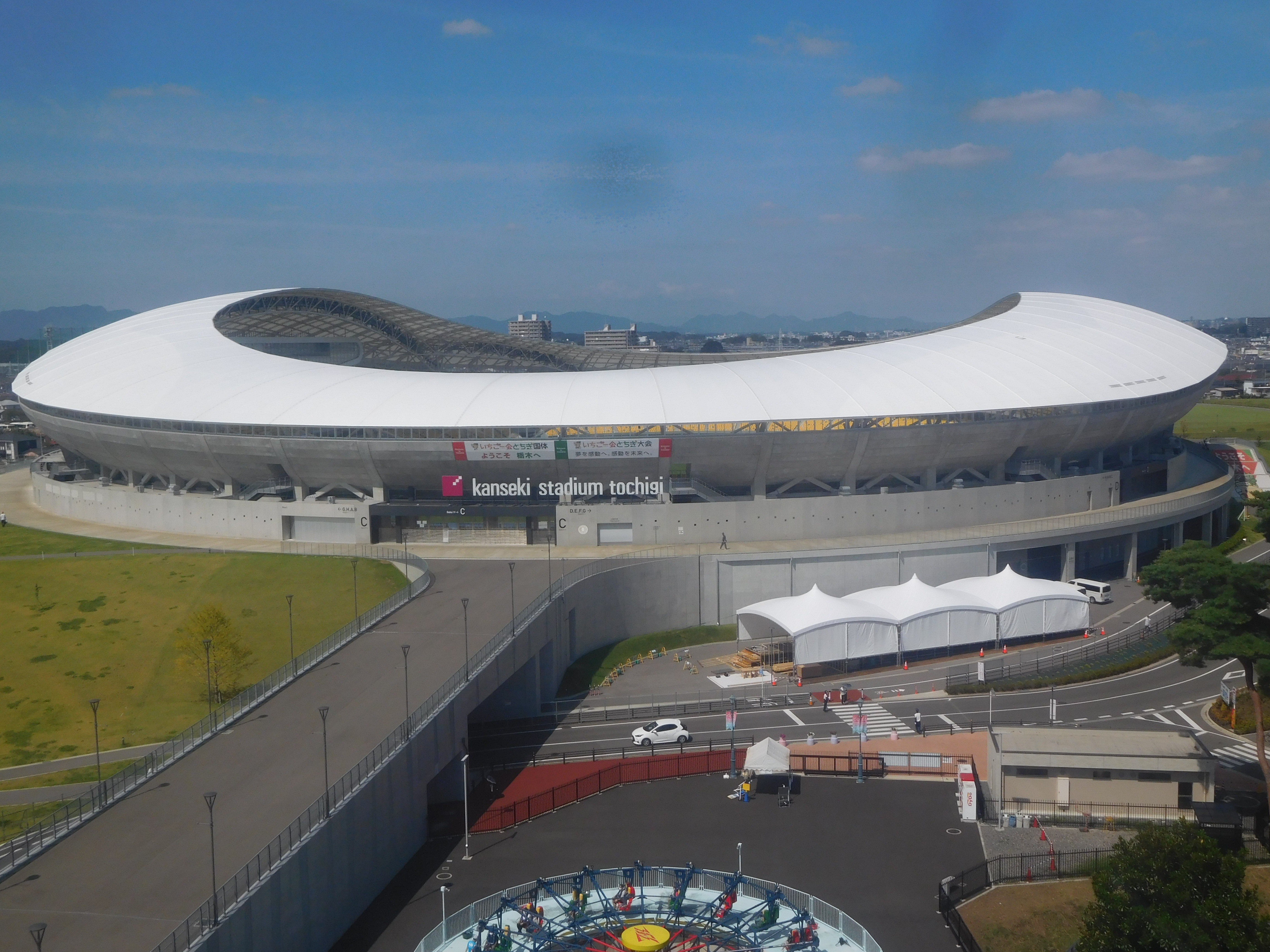
外観

RC造4階建てのスタジアム躯体がトラック&フィールドを囲み、その上部を鉄骨架構の膜屋根が全体を覆う。照明はLED照明が用いられるほか、北側スタンドに大型映像装置2面が設置される。

### トラック
日本陸上競技連盟第一種公認、9レーンの全天候型舗装トラック。一周400m。

### フィールド
インフィールドのサッカー場は天然芝1面、ピッチ105ｍ×68ｍ。

### スタンド
観客席は固定席で25,244席。うち、車椅子席と同伴者席がそれぞれ128席ずつ、ペアシートやファミリーシートなどが296席含まれる。全周二層式で、上部スタンドの傾斜は35度。バリアフリーに配慮し、エレベーター2基が設置される。座席は栃木SCのチームカラーである黄色を中心に、上部に向かって灰色の座席がちりばめられており、さらにバックスタンド最上層には赤い座席で栃木名産のイチゴの模様と平仮名で「とちぎ」の文字が描かれている。
建設に当たって躯体のプレキャスト化を推進し、全体の78％をプレキャスト化（工場製作したものを現地で組立）。内装には木材や大谷石など栃木県産の資材を多用する。

## 付帯施設
- 多目的広場（投てき場、クレイコート）[22]
- 会議室、ラウンジ、スポーツ医科学センター、トレーニング室[22]

## 施設命名権
栃木県が「年額1千万円以上、契約期間3年以上10年以下」の条件で施設命名権を公募。3社から応募があり選定の結果、宇都宮市西川田に本社を置き、ホームセンターを中心とした事業を展開している株式会社カンセキが、開場時より3年間、年額1,800万円でネーミングライセンスを取得。愛称は「カンセキスタジアムとちぎ」となった。
2023年8月1日より2028年7月31日までの5年間、年額1700万円で契約更新。

## 交通
鉄道
- 東武宇都宮線 - 西川田駅（東口）から徒歩11分
- JR宇都宮線 - 雀宮駅から徒歩30分

車
- 東北自動車道 - 鹿沼インターチェンジから11分
- 北関東自動車道
  - 宇都宮上三川インターチェンジから15分
  - 壬生インターチェンジから16分

### 注記
1. ↑  「栃木県総合運動公園陸上競技場」としては2代目で、1949年完成の初代陸上競技場の全面改築により完成。収容24,000人。